# NGC 1326
NGC 1326 (również PGC 12709) – galaktyka soczewkowata (SB0), znajdująca się w gwiazdozbiorze Pieca. Została odkryta 29 listopada 1837 roku przez Johna Herschela. Galaktyka ta należy do gromady w Piecu.